# Bazilika svatého Quentina
Bazilika svatého Quentina (francouzsky Basilique Saint-Quentin), dříve kolegiátní kostel sv. Quentina (francouzsky Collégiale Saint-Quentin), je katolická bazilika ve městě Saint-Quentin v Aisne ve Francii. Na tomto místě se již od 4. století nacházely církevní stavby, které byly v raném středověku opakovaně ničeny a přestavovány. Současná bazilika byla postavena v několika etapách mezi 12. a 15. stoletím. Za první světové války byla vážně poškozena a po rozsáhlé rekonstrukci byla znovu otevřena až v roce 1956.

## Historie

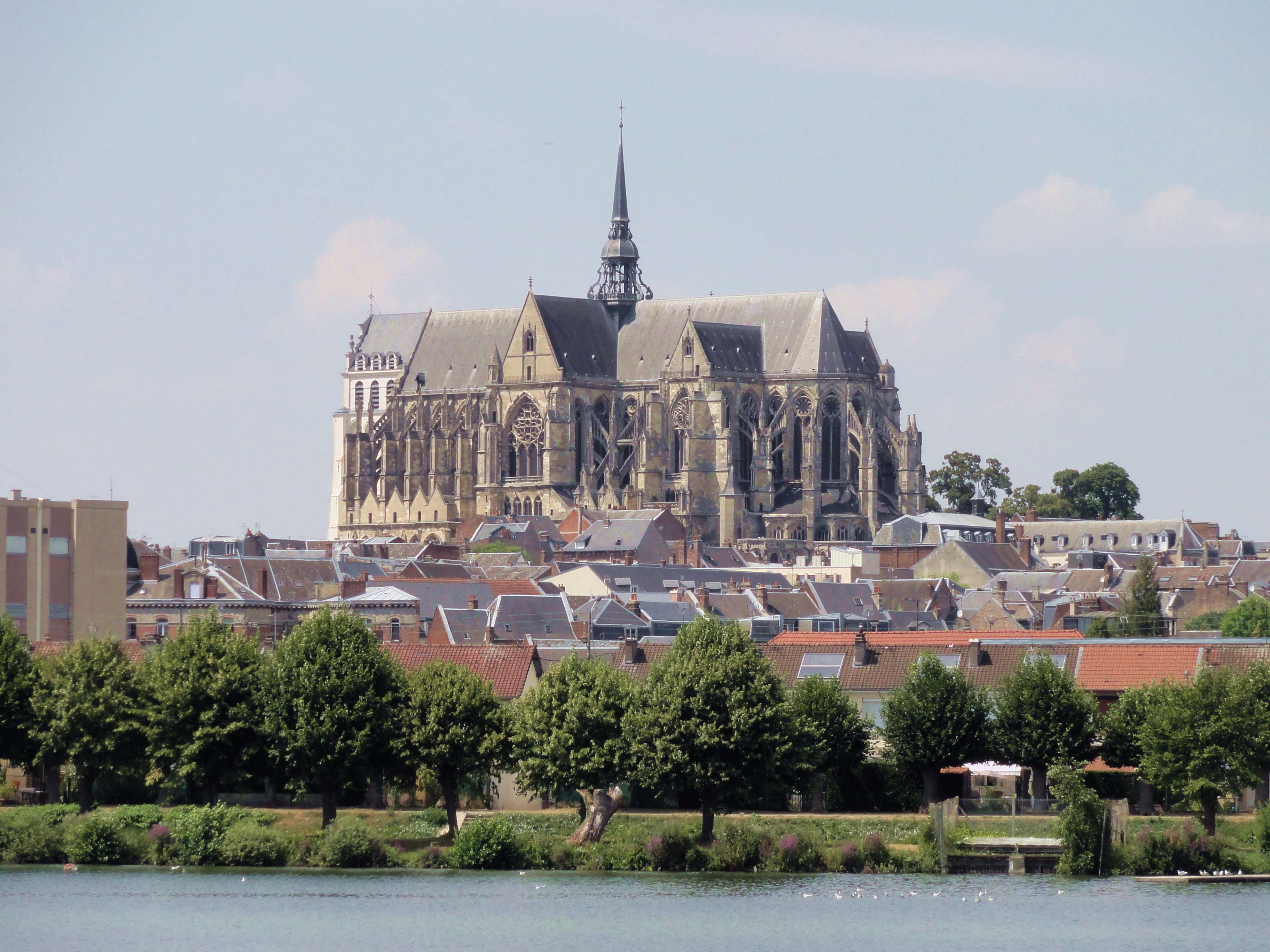
Bazilika od řeky Sommy

### Původní kostel
Město Saint-Quentin je ztotožňováno s římským městem Augusta Veromandurorum, obchodním centrem na důležité křižovatce. Své dnešní jméno získalo podle křesťanského misionáře svatého Quentina (sv. Kvintín), který zde byl sťat v roce 287. Podle legendy jeho tělo našla o mnoho let později v nedalekých březích řeky Sommy římská vdova jménem Eusebia. Ta ostatky znovu pohřbila na vrcholu kopce v centru dnešního města a postavila mučedníkovi malou svatyni. Při vykopávkách kolem krypty dnešního kostela byly skutečně nalezeny stopy po stavbě z tohoto období.
Některé prameny uvádějí, že se město stalo sídlem biskupství kolem roku 365, ale poté, co ho barbaři v roce 531 zničili, se biskup přestěhoval do Noyonu. Kapli uvádí jako poutní místo historik Řehoř z Tours (asi 538–594). Svatý Eligius (asi 588–660), biskup z Noyonu a rádce Dagoberta I., merovejského krále Francie, znovuobjevil hrobku v 7. století „pod dlažbou baziliky“. Existují záznamy o tom, že svatý Eligius stavbu rozšířil. V blízkosti krypty byly nalezeny zbytky podlahy z tohoto období, dochoval se velký fragment mozaiky.

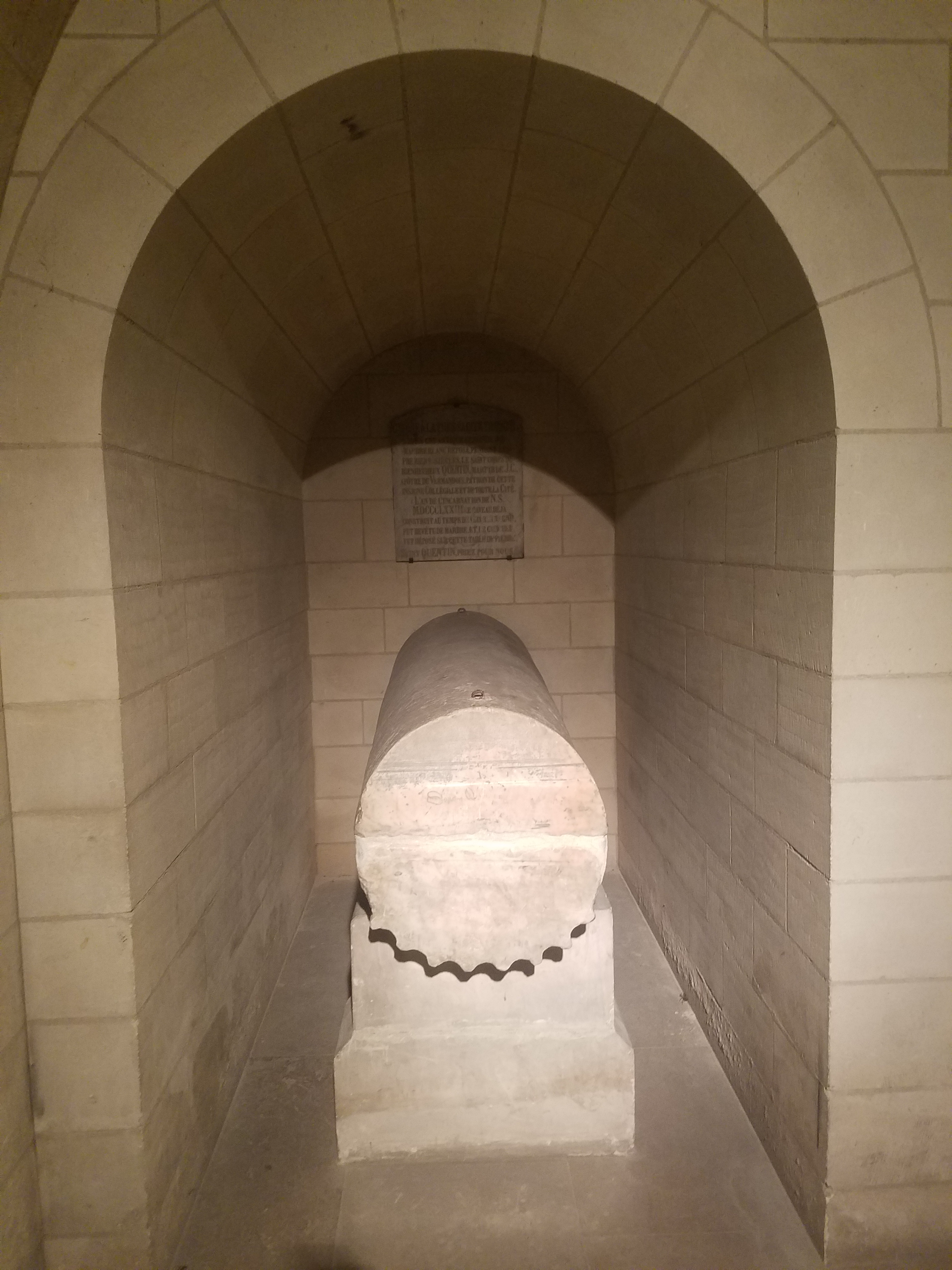
Sarkofág svatého Quentina

První komunita mnichů byla v Saint-Quentin nebo v jeho okolí založena v polovině 7. století, pravděpodobně irskými mnichy s podporou biskupů z Noyonu. Biskupové si nárokovali církevní jurisdikci nad většinou Vermandois, včetně Saint-Quentinu. Kostel byl přestavěn s pomocí Karla Velikého (asi 747–814) a vysvěcen papežem Štěpánem IV. (r. 816–817). V raném středověku zde mohly být dva kostely, jeden zasvěcený svatému Quentinovi a druhý Panně Marii. Archeologové našli pozůstatky zdí z karolinského období, kdy se na tomto místě nacházel prosperující klášter a poutní místo. Omezený archeologický výzkum naznačuje, že krypta v části lodi mezi oběma transepty mohla nahradit karolinskou kryptu s kruhovou chodbou.
Kostel byl vypálen Normany v roce 816, obnoven v roce 824 a znovu vypálen v roce 883. Místo bylo opevněno po roce 883. V roce 900 byla těla svatého Quentina a dvou dalších světců uložena do kamenných sarkofágů v nově vybudované kryptě. V 10. století nahradila hrabata z Vermandois, jmenovitě Adalbert I. (915–987), mnichy kongregací světských kanovníků. Hrabě si nárokoval titul opata a byl nadřízeným kostela. Kolegiátní kostel spravoval děkan. Děkan byl jmenován hrabětem a podléhal pouze hraběti, nikoliv noyonskému biskupovi a poté arcibiskupovi v Remeši. Existují záznamy o přestavbě v polovině 10. století. Kostel byl poškozen během místních válek v letech 1102–1103.
Kanovníci kolegiátní kapituly bydleli v samostatných domech v areálu kostela a většina z nich nebyla vysvěcenými kněžími. Často to byli majitelé nemovitostí a podnikatelé ze šlechtických rodin a jejich hlavní úlohou bylo spravovat majetek kapituly. V roce 1200 byla kapitula velká a prosperující, čítala 72 kanovníků. Polozávislá hrabata z Vermandois byla původně úzce spojena s hrabstvím Flandry, ale postupně se dostala pod francouzskou kontrolu, přičemž tento proces byl dokončen po smrti Eleonory z Vermadois v roce 1214. Toho roku kardinál Robert z Courçonu zavedl reformu, podle níž vysvěcení farní kněží v devíti farních kostelech udělovali svátosti nezávisle na kapitule, ačkoli jí odváděli část svých poplatků za křty, sňatky a pohřby. Výstavba nového obrovského kolegiátního kostela mohla být částečně motivována snahou kolegiátní kapituly znovu získat svou autoritu po ztrátě jurisdikce ve prospěch městských úřadů a farních kněží.

### Stavba

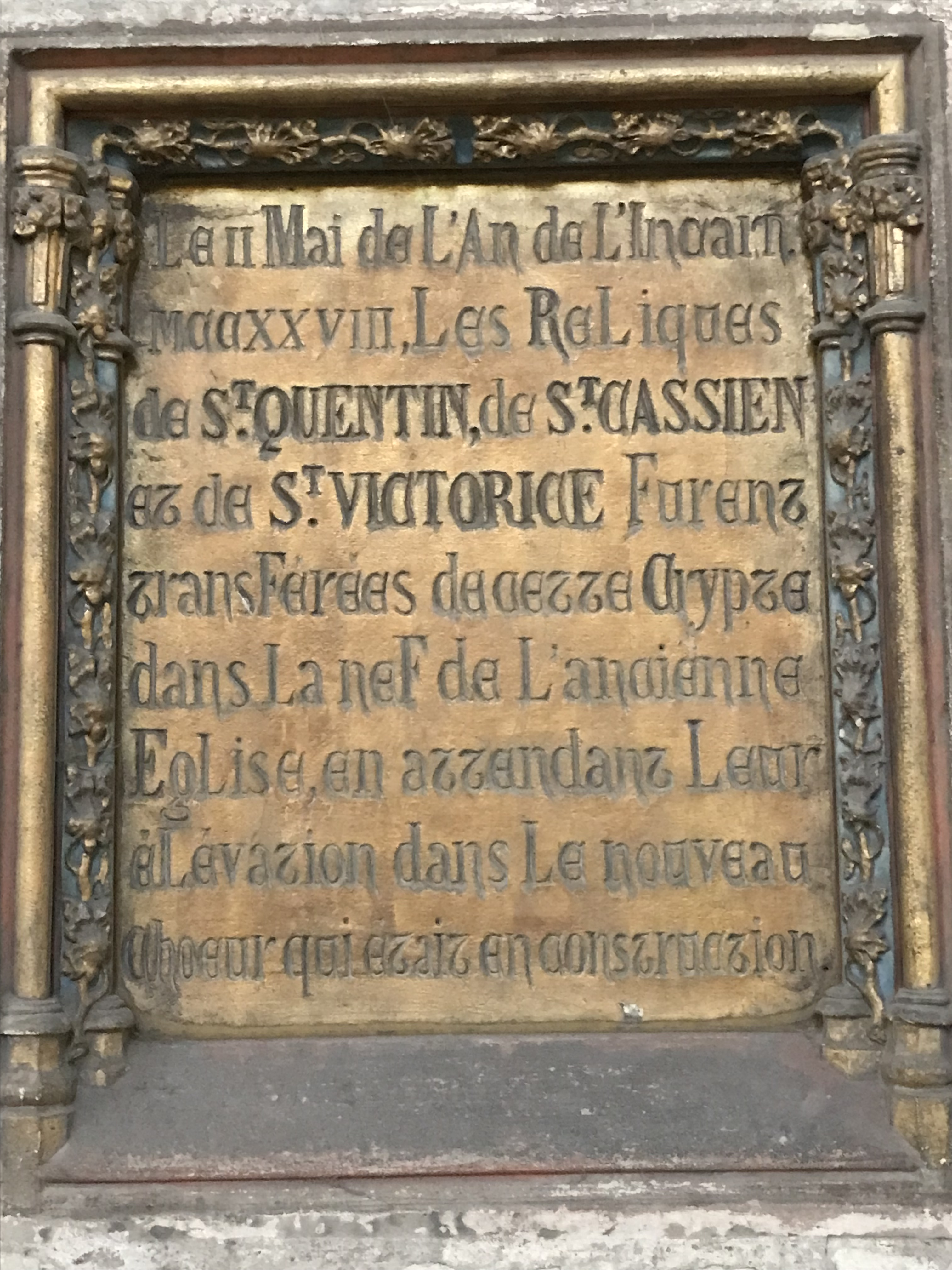
Pamětní deska na stěně chóru připomínající uložení relikvií v lodi starého kostela v roce 1228.

Věž, dnes zvonice, se začala stavět kolem roku 1170 a dokončena byla v letech 1195–1200. Kolem roku 1190 se kanovníci rozhodli postavit honosnější kostel, aby mohl přivítat rostoucí počet poutníků. Apsida byla dokončena v roce 1205 a nacházela se v určité vzdálenosti východně od věže. Stavba pak pokračovala západně od apsidy směrem k věži z 12. století, která se nakonec stala vstupem do kolegiátního kostela.
Mezi kapitulou a noyonskými biskupy, jejichž autoritu odmítali uznat, docházelo k častým sporům. Na počátku 20. let 12. století biskup Gérard de Bazoches uvalil na kapitulu interdikt, ale v roce 1228 papež Řehoř IX. interdikt zrušil. Toho roku se novým biskupem po Gérardově smrti stal Nicolas de Roye, který byl příbuzný několika kanovníků. Později v roce 1228 byly relikvie svatého Quentina, svatého Viktorika z Amiens a svatého Kasiána z Auxerre přeneseny ze staré krypty na dočasné místo v lodi a ostatky světců byly vystaveny k uctívání. Jejich hlavy, ruce a paže byly odděleny od těl a každá část těla byla uložena do vlastního relikviáře. Po dokončení svatostánku byly relikviáře umístěny za hlavní oltář. Krypta, jejíž hroby byly nyní prázdné, byla zachována jako posvátné místo.
V srpnu 1231 se v kostele konala synoda. Arcibiskup seděl uprostřed apsidy, po jeho levici seděli biskupové ze Soissons, Beauvais, Noyonu, Tournai a Senlisu a po jeho pravici biskupové z Laonu, Châlons, Amiens, Thérouanne a Arrasu. V roce 1257 se Ludvík IX. Francouzský (1214–1470) zúčastnil velkého obřadu, při němž byly relikvie světce přeneseny na chór. V té době byl chór z větší části dokončen, kromě vysokých oken, která byla postavena v poslední třetině 13. století.

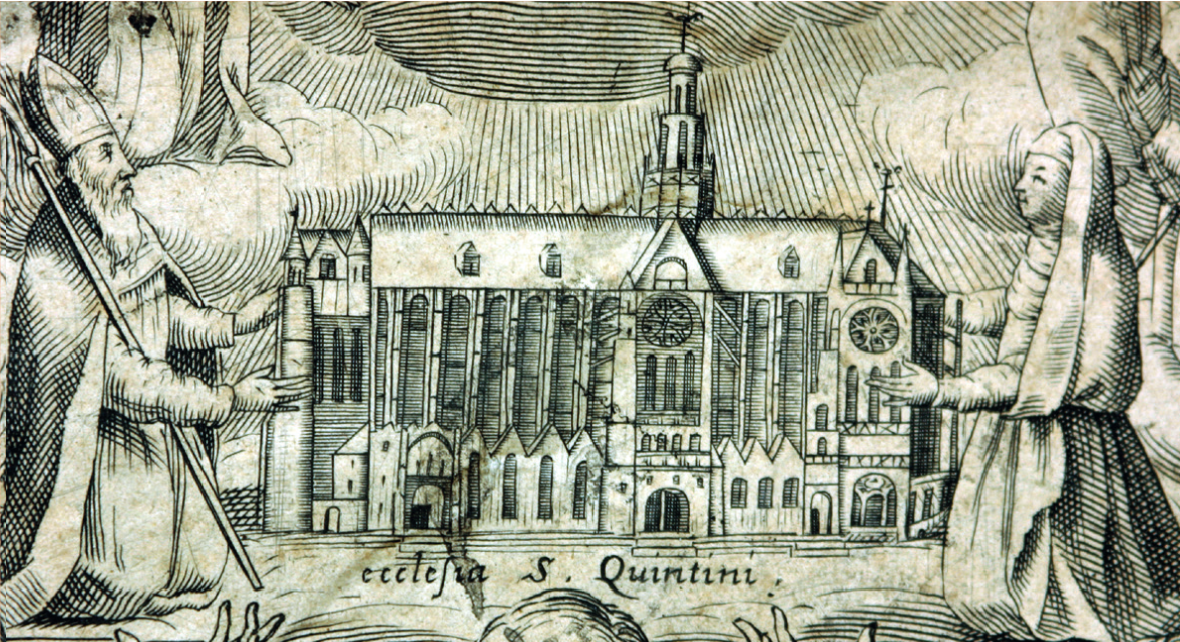
Jižní průčelí kolegiátního kostela Saint-Quentin kolem roku 1640. Na věžním ochozu se stále nacházejí čtyři středověké věžičky, zničené po požáru v roce 1669.

Stavba probíhala pomalu kvůli nedostatku finančních prostředků a konstrukčním problémům. V roce 1316 musel zednický mistr Jean Le Bel zpevnit pilíře chóru. Jeho nástupce Gilles Largent v roce 1394 opravil popraskané klenby. V roce 1417 věnoval Ludvík XI. (1423–1483) 1000 zlatých na kompletní přestavbu jižního ramene malého transeptu, kterému hrozilo zřícení. Velký transept byl dokončen v polovině 15. století, v roce 1456 byla dokončena loď, která konečně propojila apsidu s věží svatého Michala z 12. století. Portál ve věži byl dokončen v roce 1477.
Dne 16. srpna 1493 se kanovníci rozhodli zbourat starou věž s ochozem a nahradit ji souborem dvou monumentálních věží po vzoru velkých katedrál v okolí. Dne 30. dubna 1509 byl za přítomnosti laonského biskupa Karla Lucemburského položen základní kámen severní věže. Finanční potíže a pokles zájmu o gotické umění však projekt zastavily. Pouze základy severní věže, znovuobjevené při vykopávkách Pierra Bénarda v roce 1857 a Inrapa v roce 2022, svědčí o původních ambicích kanovníků vybudovat průčelí hodné velkoleposti kolegiátního kostela v Saint-Quentinu. Na základě velikosti těchto základů Pierre Bénard odhaduje, že šířka západního průčelí kolegiátního kostela měla přesahovat 50 m, což je více než v Amiensu.
Budova byla poškozena rozsáhlým požárem v roce 1545 a dalším požárem během španělského obléhání v roce 1557. K dalšímu požáru došlo v roce 1669. 

### Velká francouzská revoluce

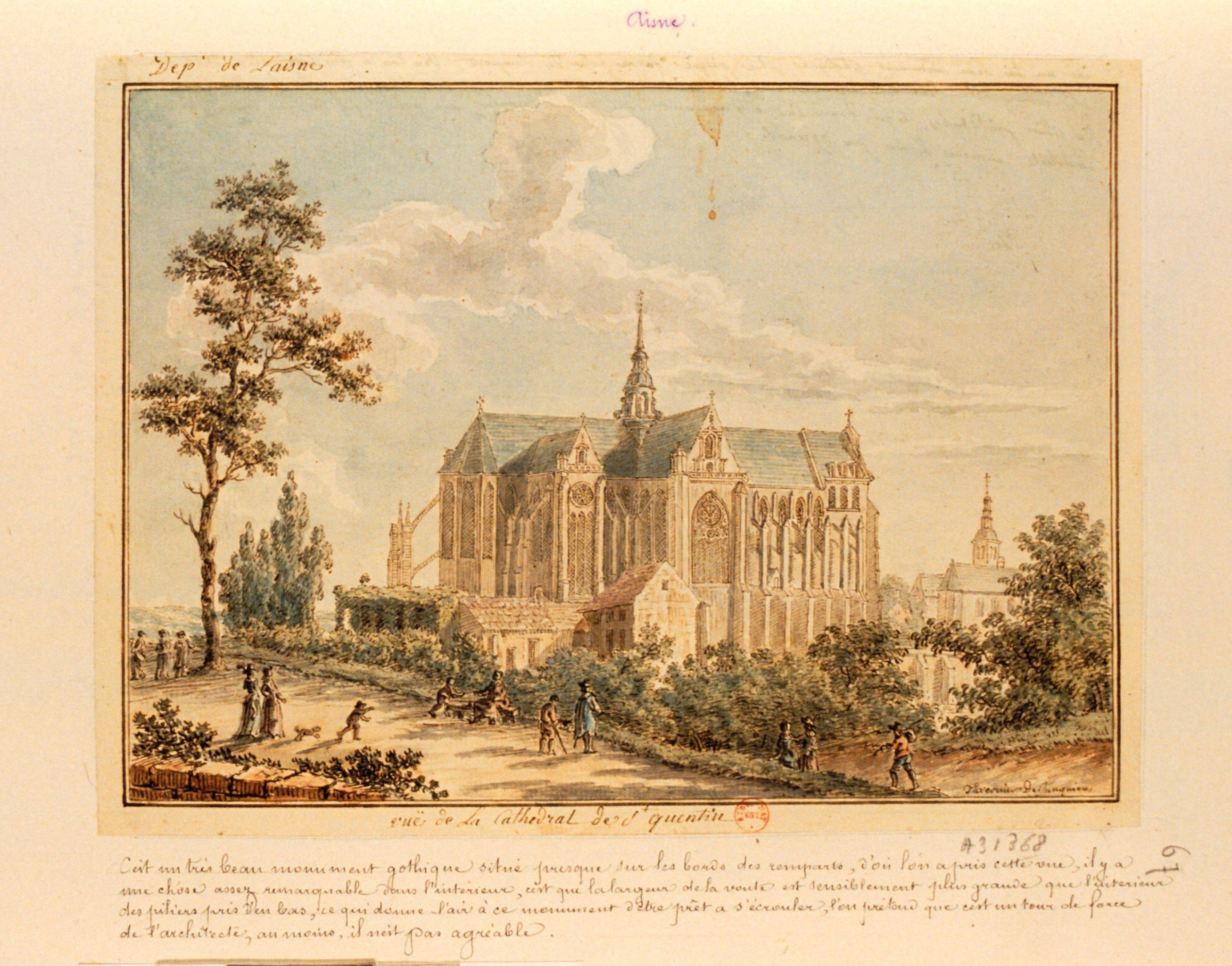
Severní průčelí kolegiátního kostela svatého Quentina v roce 1780. Věž z roku 1732, zničená během revoluce, je stále viditelná.

V listopadu 1790 byla na základě občanské ústavy duchovenstva zrušena kapitula v Saint-Quentinu a kolegiátní kostel byl uzavřen. Znovu byl otevřen 20. března 1791 za přítomnosti konstitučního biskupa Clauda Marollese a na základě dekretu Ústavodárného národního shromáždění se stal jediným farním kostelem ve městě. V tomto období byl kostelní mobiliář prodán a rozptýlen. V listopadu 1793 byl v důsledku zákazu katolických bohoslužeb Národním konventem starý kolegiátní kostel znesvěcen. Městský úřad nařídil strhnout věž centrální zvonice, sundat všechny zvony kromě jednoho, který měl zvonit na poplach, a povolil zničit „ohavné znaky feudalismu a pověr, které byly v bývalém kostele.“ V posledních týdnech roku 1793 tak bylo mnoho soch v budově zničeno nebo poškozeno. Kromě toho revolucionáři vynesli z budovy relikvie svatého Quentina a spálili je na náměstí. Ušetřena byla pouze hlava a ruka světce, které byly ukryty v hrobce, jež sloužila jako hrobka kanovníků.
Dne 30. listopadu 1793 byl starý kostel přeměněn na chrám Rozumu a na oltář byla umístěna Maratova busta. V roce 1794 byl přeměněn na chrám kultu Nejvyšší bytosti. V období Direktoria sloužil jako sklad krmiva a stáj. V roce 1799 obec uvažovala o prodeji opuštěné budovy a o povolení její demolice. Na rozdíl od sousedních katedrál v Cambrai a Arrasu unikl bývalý kolegiátní kostel v Saint-Quentin zničení díky zásahu Charlese Duuéze, poslance a tehdejšího podprefekta arrondissementu. Budova byla vrácena katolické bohoslužbě až 26. června 1803. Stala se farním kostelem a nahradila sousední kostely Saint-André a Notre-Dame-de-Labon, které byly zničeny během revoluce, a kostel Saint-Jacques, který byl v roce 1805 desakralizován a přeměněn na městský obilný trh.

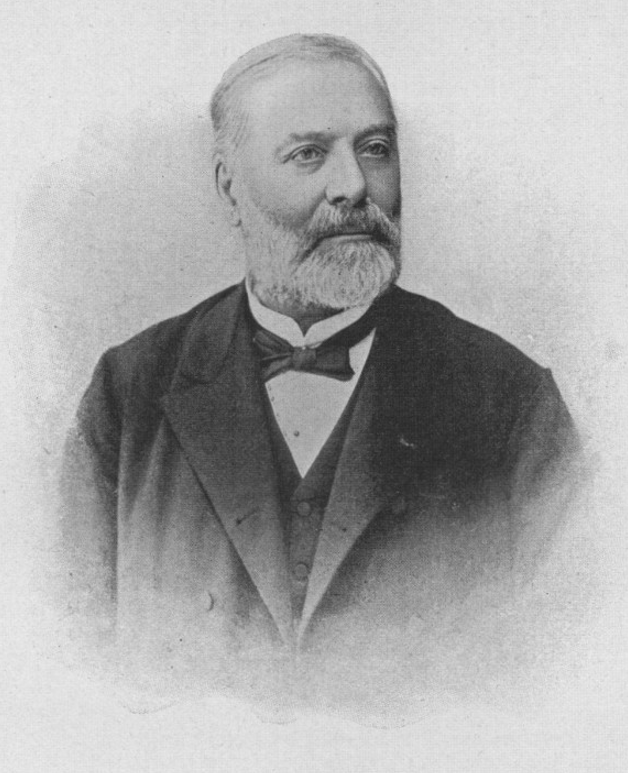
Architekt Pierre Bénard, který se snažil kostelu vrátit podobu z konce 15. století a ujal se prvních vykopávek

### 19. století
V roce 1840 byla budova kostela svatého Quentina označena jako chráněná památka, monument historique. Během prusko-francouzské války byla budova dne 19. ledna 1871 poškozena 18 granáty. V roce 1876 byl kostel papežem Piem IX. prohlášen za baziliku minor. Ve druhé polovině 19. století se potvrdila přitažlivost starého kolegiátního kostela a byl zahájen ambiciózní projekt jeho obnovy. V letech 1856 až 1900 prováděl architekt Pierre Bénard za pomoci městských architektů práce na zajištění pevnosti budovy. Pierre Bénard, obdivovatel klasického a přitažlivého gotického umění, se snažil kostelu vrátit podobu z konce 15. století. Zejména se rozhodl snížit podlahu kaple Božího hrobu na předrevoluční úroveň, natřít chórové sloupy a pokračovat v odstraňování novodobého obložení, které odhalilo středověké nástěnné malby. Pierre Bénard se také ujal prvních vykopávek pod chórem budovy a v roce 1864 objevil pozůstatky raných kostelů a zejména starobylé místo hrobu svatého Quentina. Po jeho smrti v roce 1900 práce pokračovaly v takovém rozsahu, že v roce 1914, těsně před vypuknutím první světové války, byla právě dokončena obnova přípor lodi.

### 20. století

#### První světová válka
Během první světové války bylo město 28. srpna 1914 obsazeno německými vojsky. Knězi se podařilo ukrýt nejcennější majetek chrámu. Dne 1. července 1916 shodilo spojenecké letadlo na nádraží bombu, která zapálila vagon s výbušninami. Výbuch způsobil velké škody na budovách města a sedm velkých oken baziliky bylo rozbito. Město bylo evakuováno 15. března 1917. Střecha kostela byla zničena požárem 15. srpna 1917.

Když francouzské jednotky dne 1. října 1918 znovu dobyly Saint-Quentin, zatkly německého inženýra, který se chystal vyhodit do povětří těžce poškozený kostel. Za tímto účelem bylo ve stěnách a sloupech vytvořeno 93 otvorů, které byly naplněny výbušninami. V té době se již zcela zřítila klenba centrální lodi. Části létacích opěr byly zničeny a stěny a opěráky měly mnoho trhlin. Hrozilo, že pády nestabilního zdiva mohou vyvolat větší zřícení.

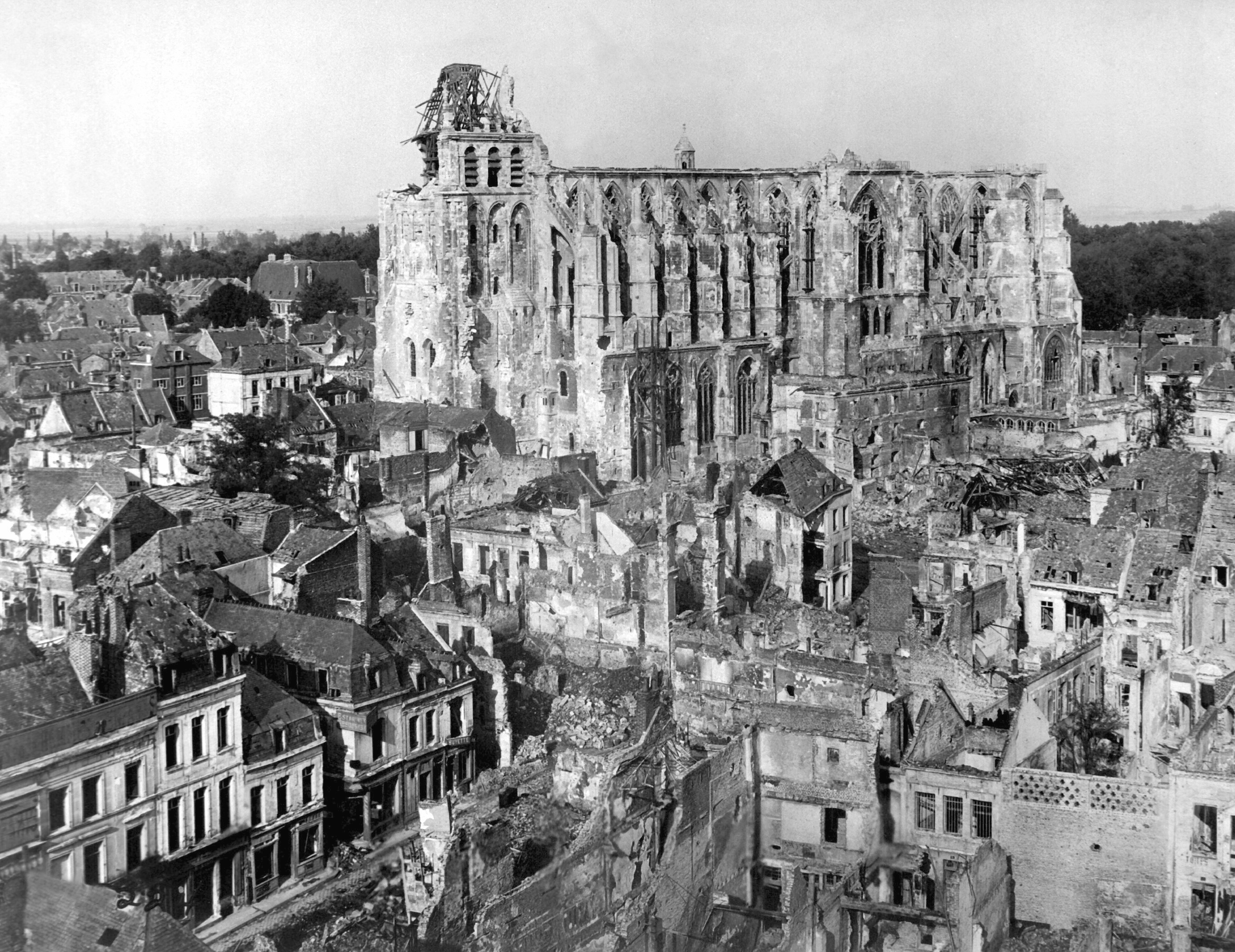
Ruiny baziliky
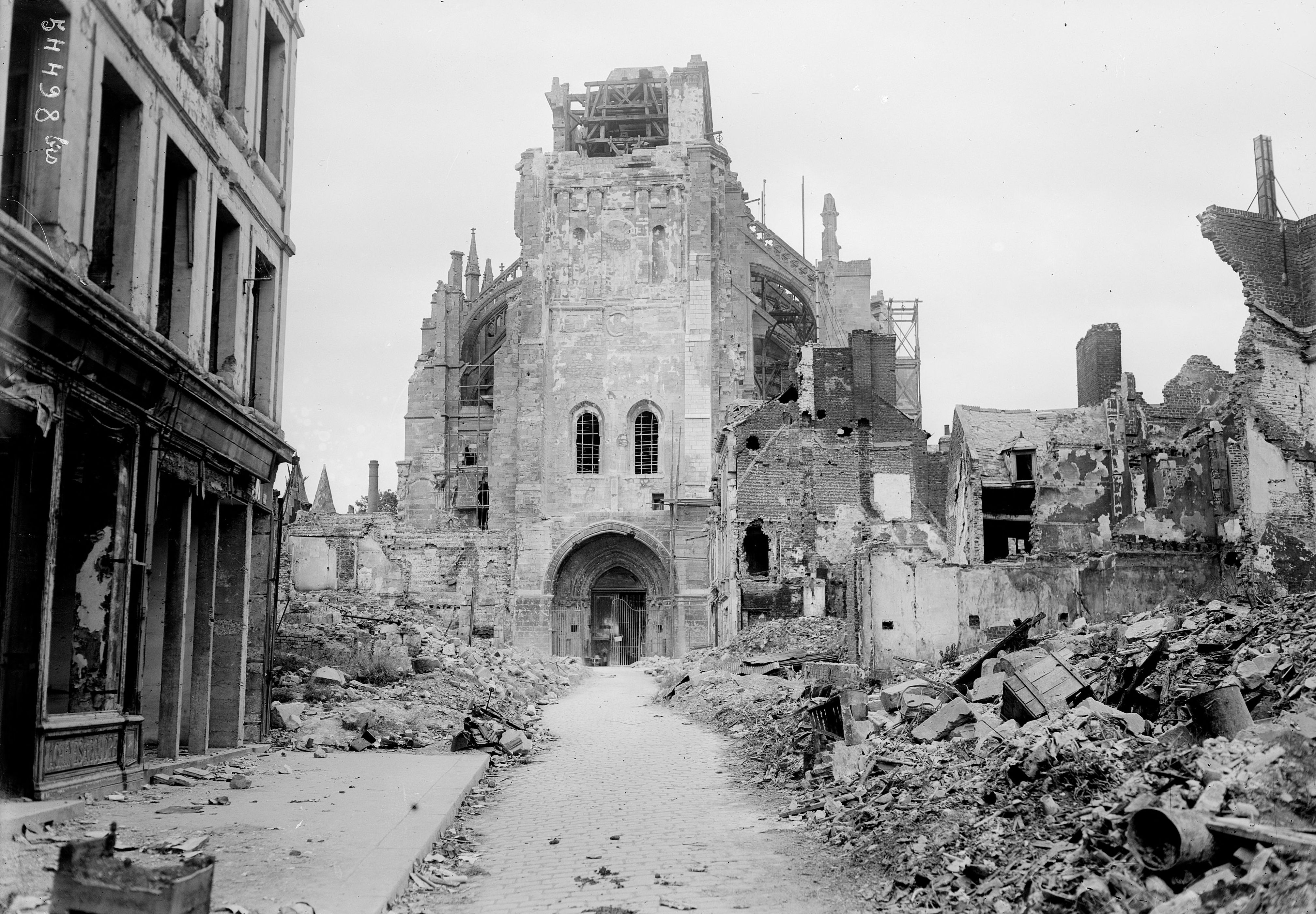
Věžní ochoz bez horních částí při pohledu z ulice Saint-André.
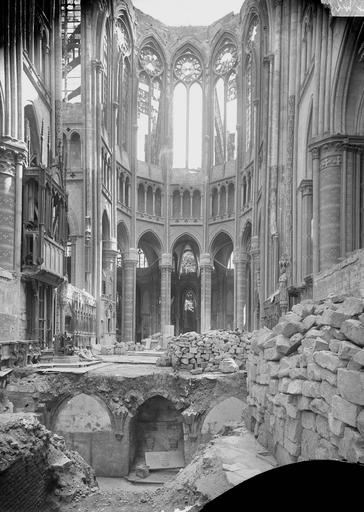
Chór se zřícenými klenbami a bez vitráží.
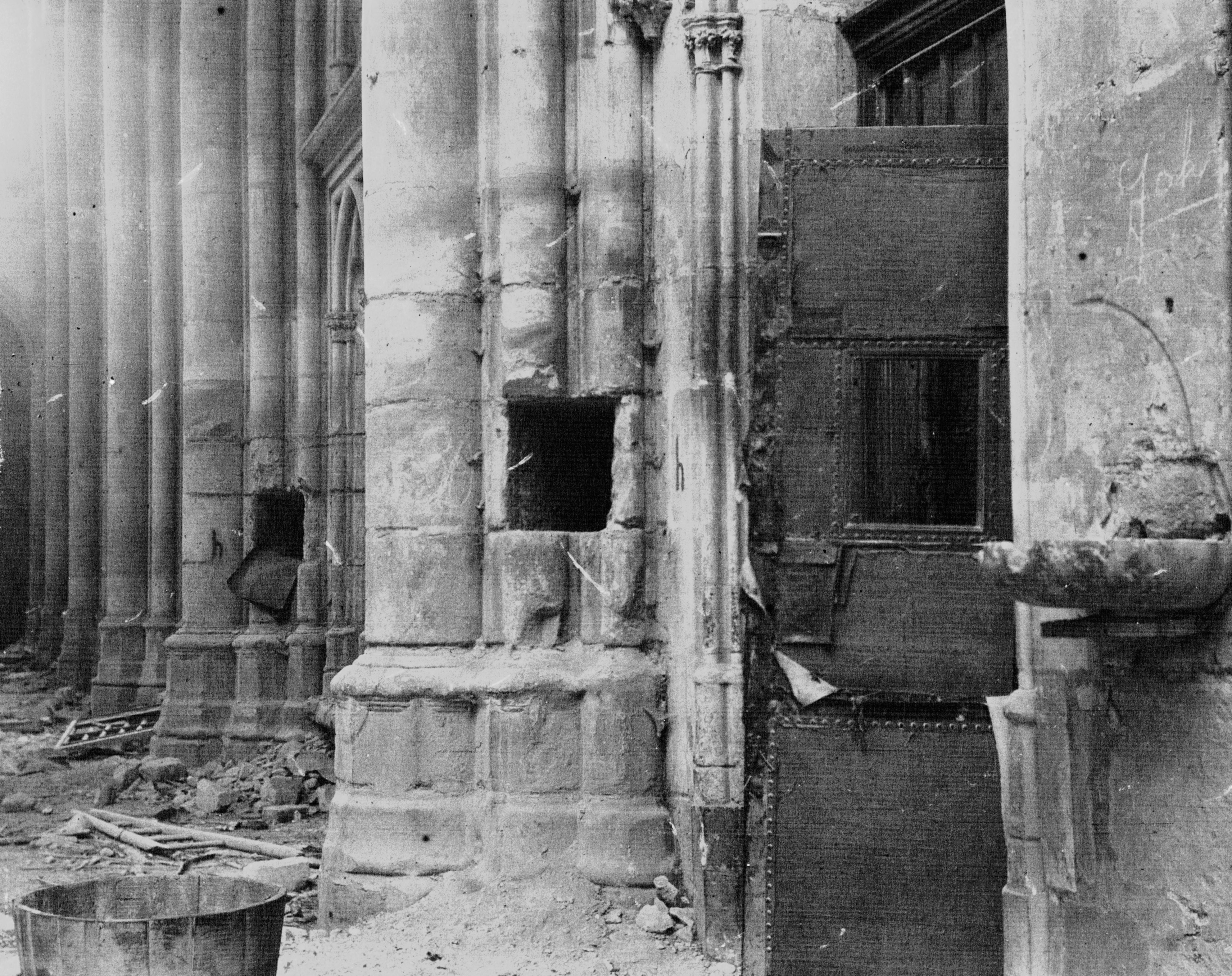
Díry pro miny vykopané německou armádou v pilířích baziliky v roce 1918

#### Rekonstrukce
Rekonstrukce baziliky byla zahájena v roce 1919 pod vedením památkové komise. Rekonstrukcí byl pověřen Emile Brunet. V prvním kroku bylo německými válečnými zajatci odklizeno asi 3 000 metrů krychlových (110 000 kubických stop) opracovaného kamene a suti. Při tom došlo k dalším škodám na řezbách a výzdobě. Specializovaní pracovníci se ujali naléhavého zpevňování zdiva a části poškozených soch byly uloženy pro pozdější restaurování. Na ochranu stavby před povětrnostními vlivy byla vybudována provizorní střecha.

Dokončení základní obnovy trvalo 25 let, dochovaná vitrážová okna ze 13. století byla znovu osazena v roce 1948, chybějící okna nahradila moderní okna zhotovená Hectorem de Pétigny (1904–92), Obnovená bazilika byla znovu otevřena pro bohoslužby v roce 1956. Věž nad křížením transeptu byla dokončena až v roce 1983.

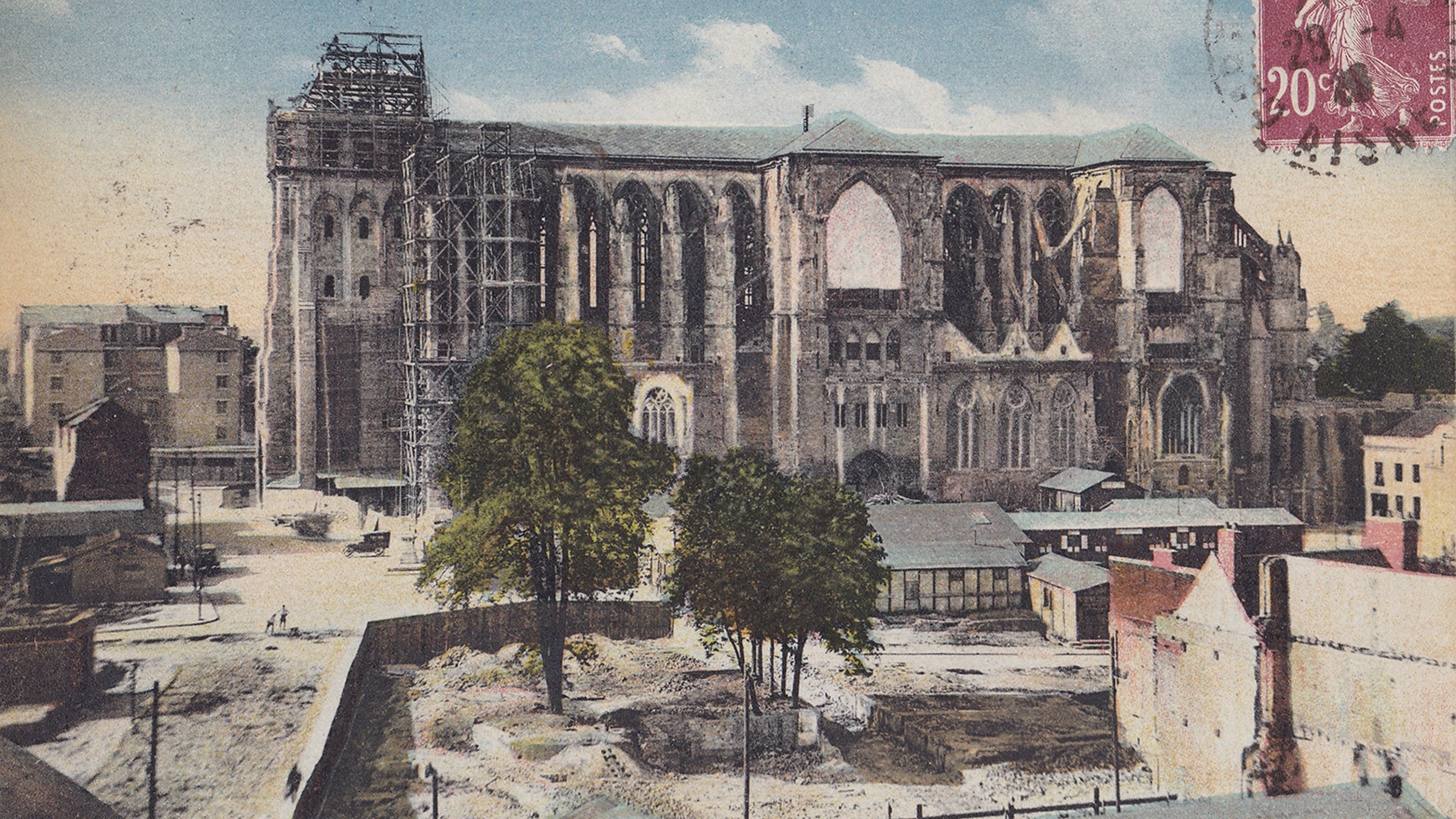
Opravy v roce 1928
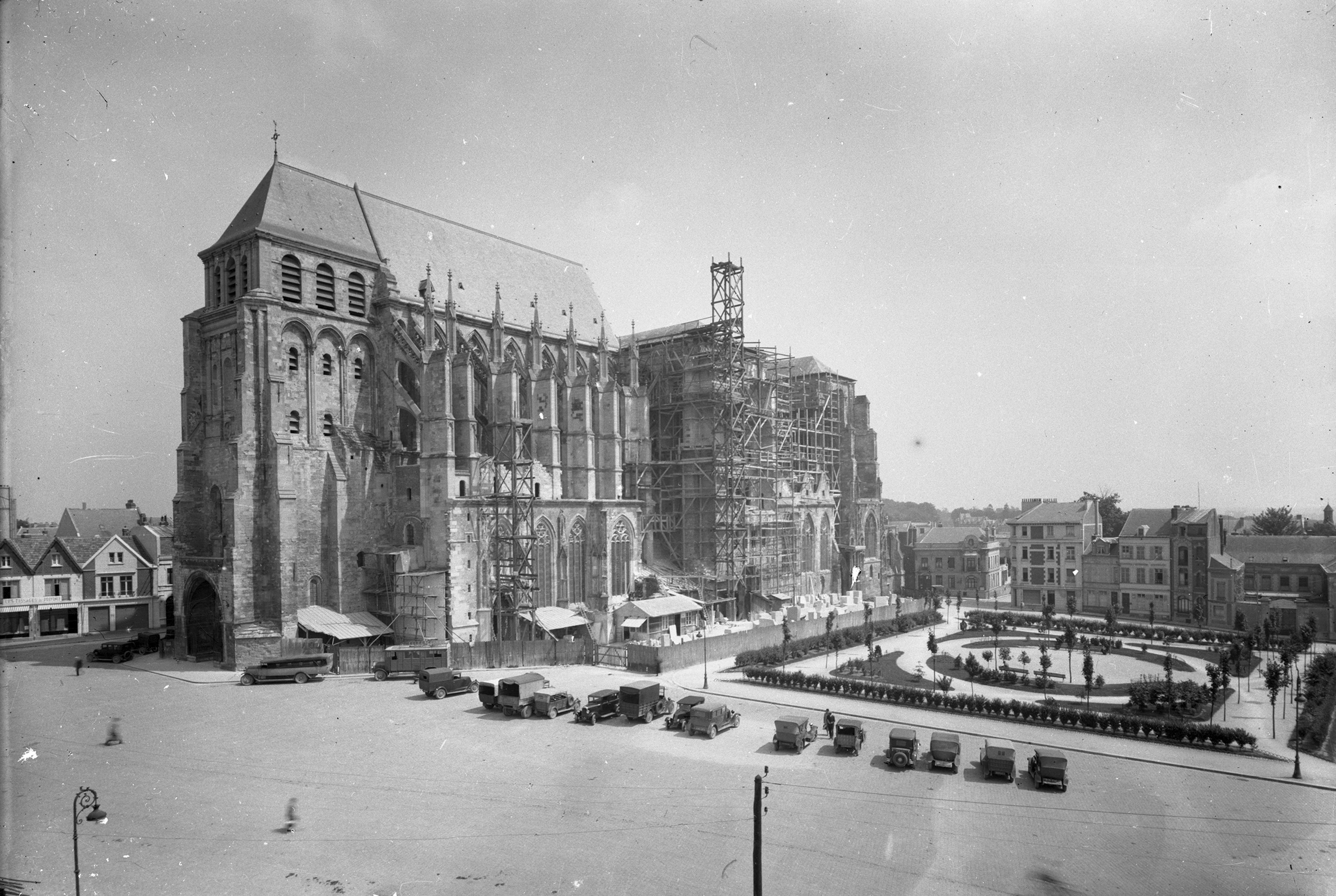
Rekonstrukce v roce 1930
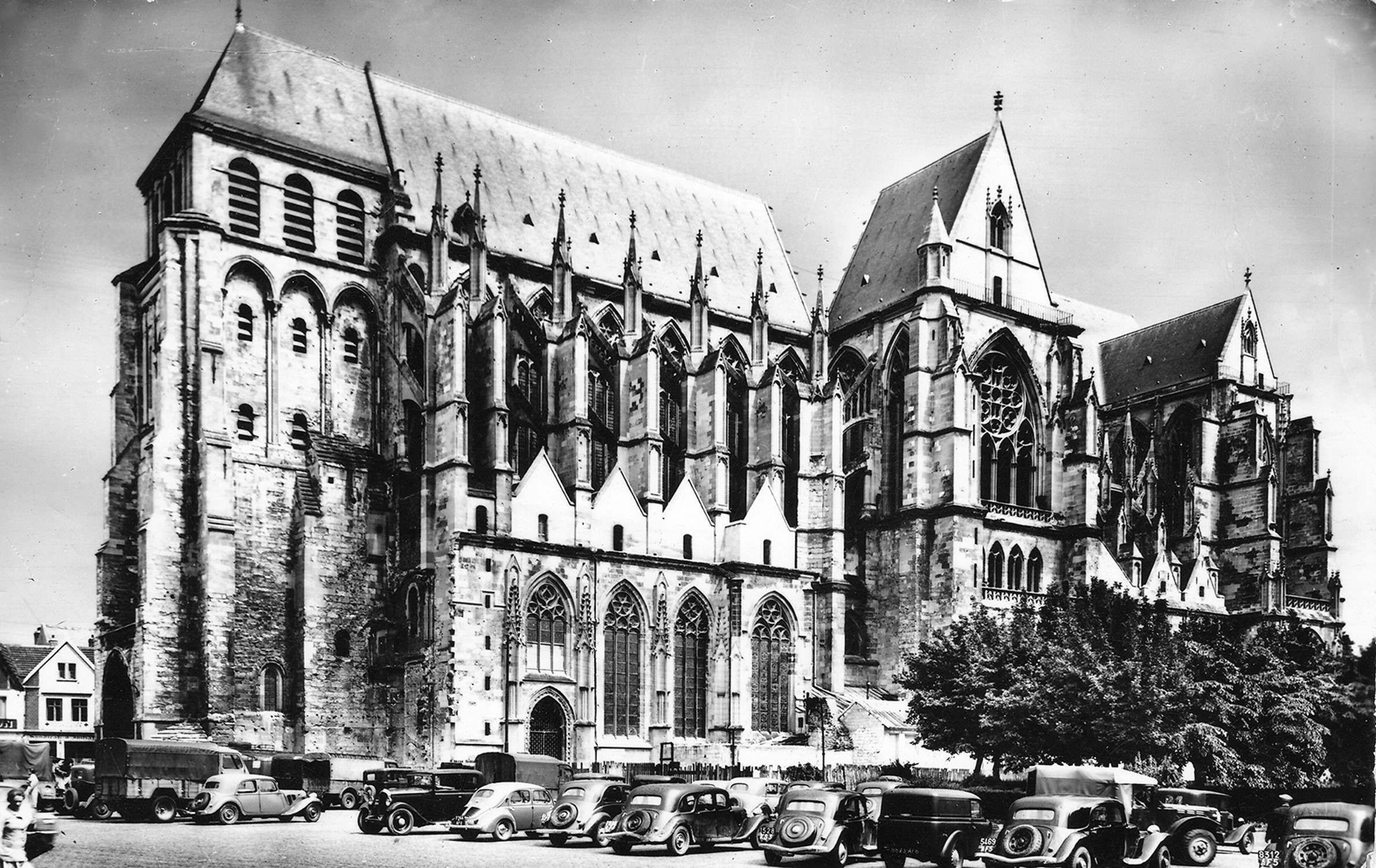
Rekonstrukce v roce 1930
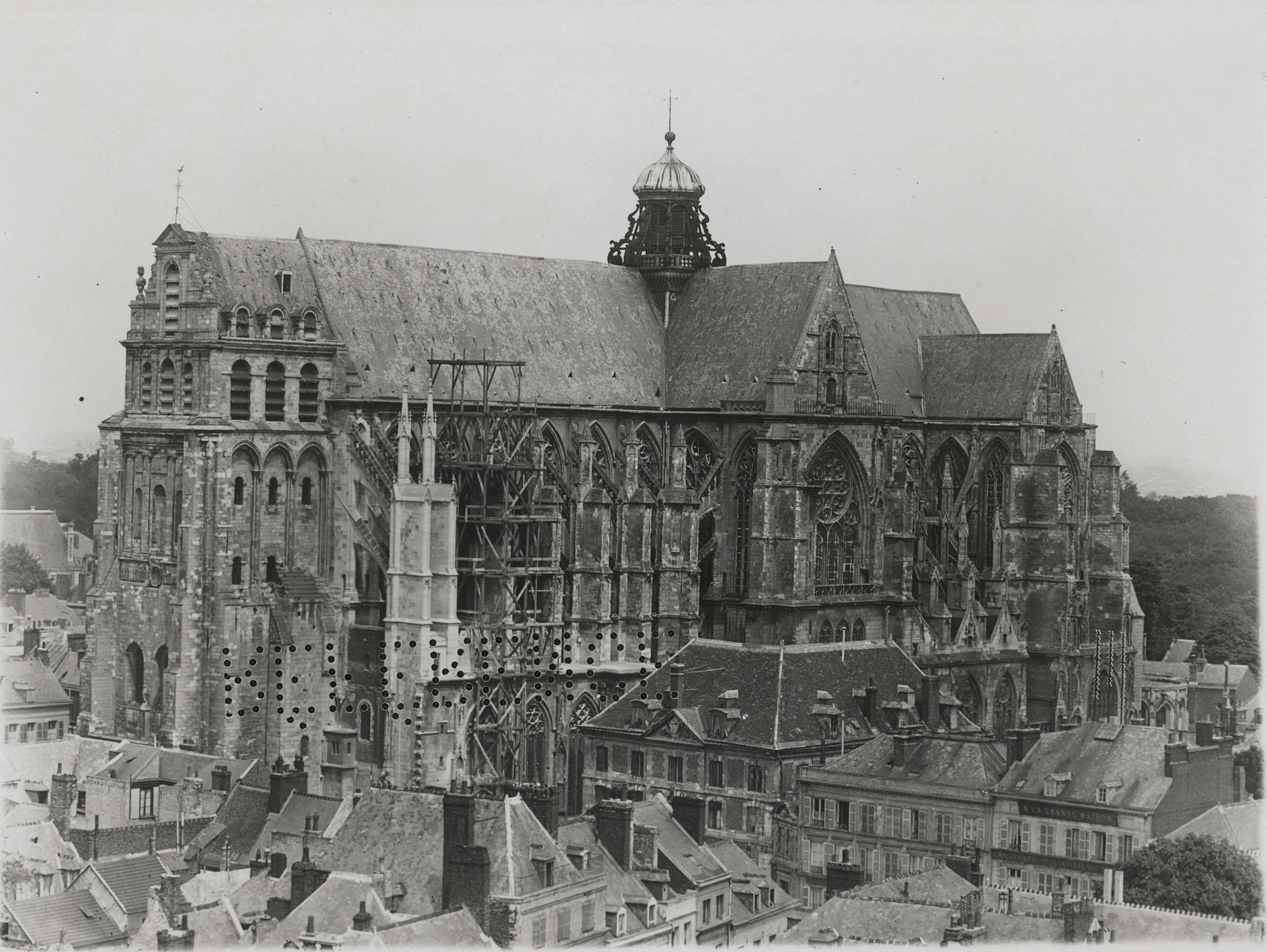
Rekonstrukce v roce 1930 (je stále patrné lešení)

### 21. století

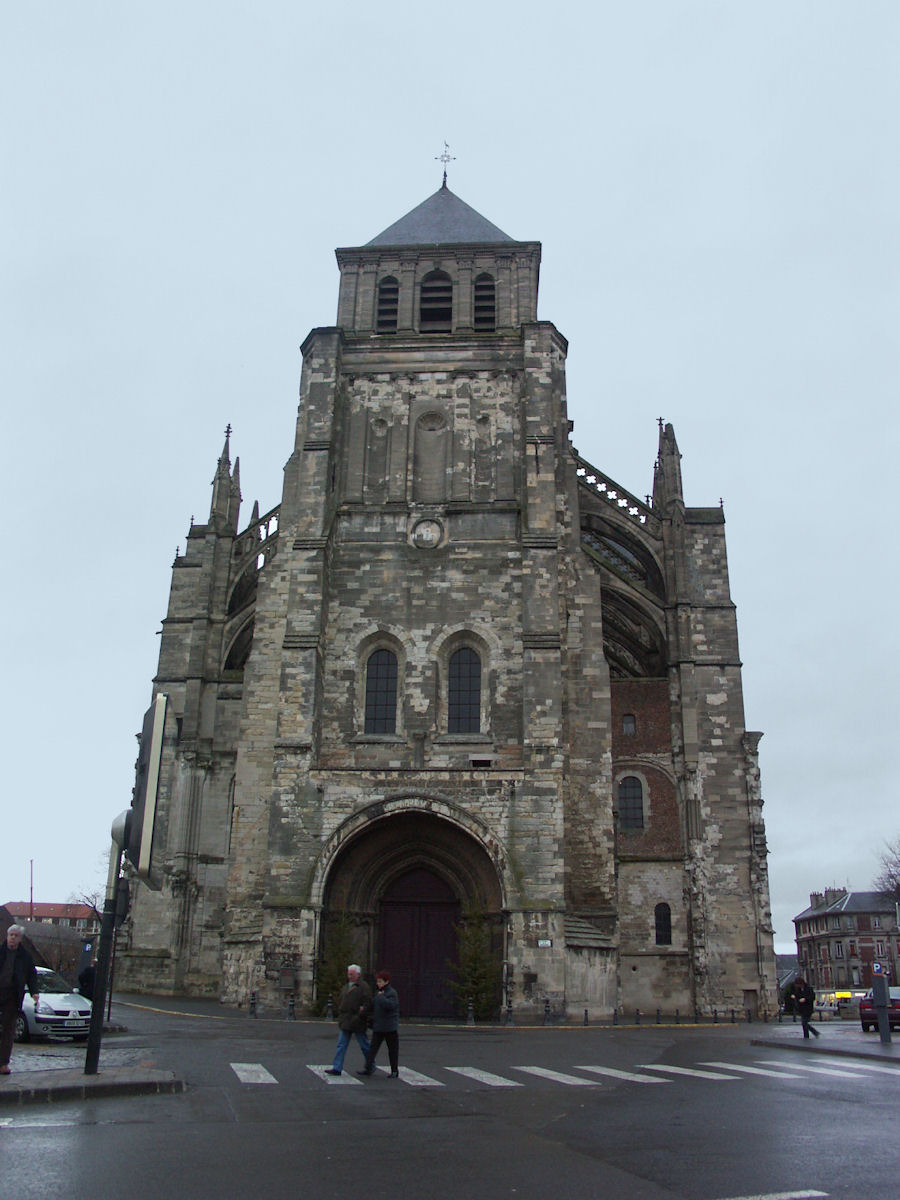
Věž baziliky před restaurací v roce 2016

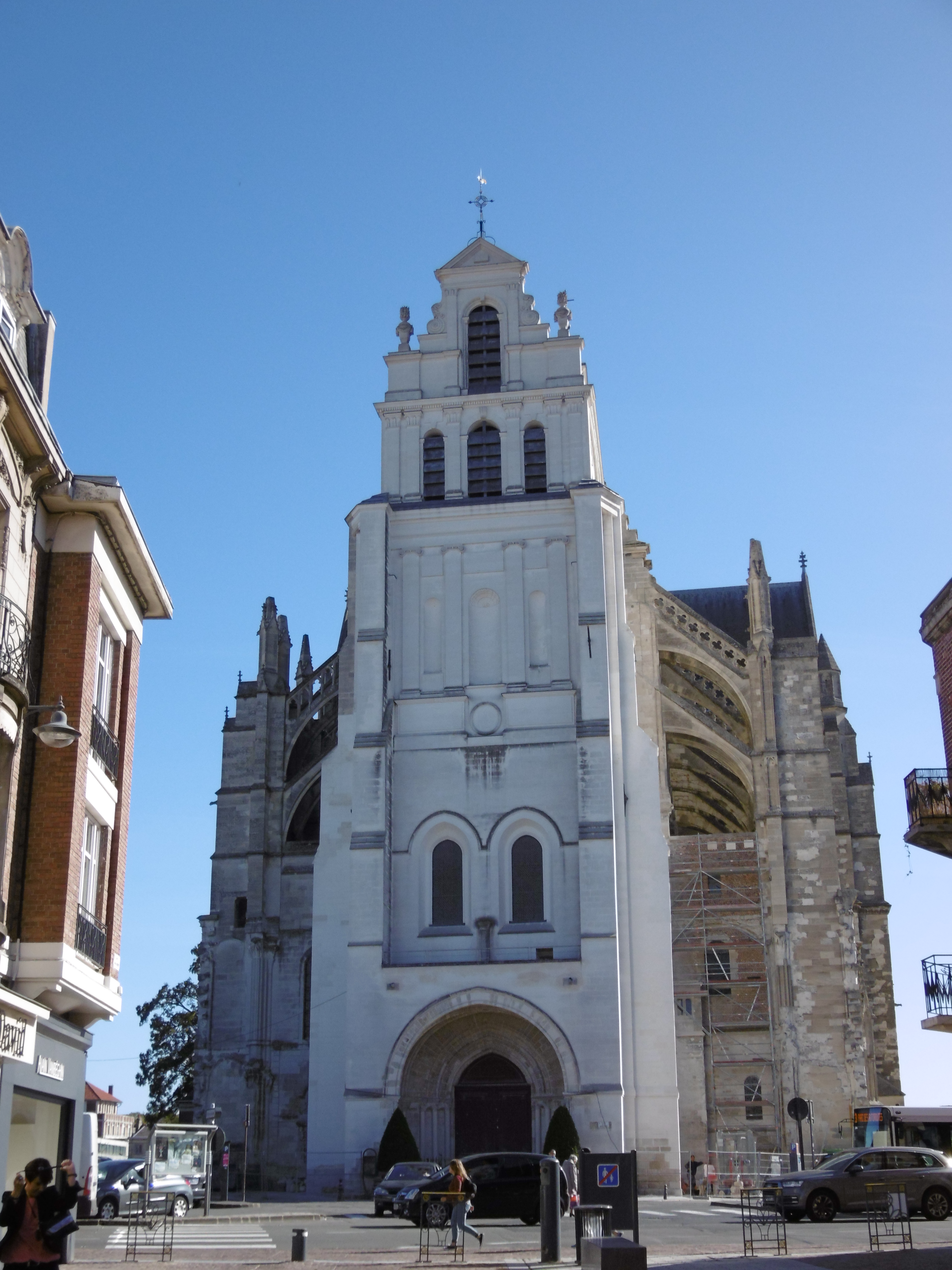
Věž baziliky po rekonstrukci v roce 2016

Od počátku 21. století proběhlo na bazilice několik restaurátorských akcí. Cílem některých z nich je napravit chyby, které se staly během rekonstrukce ve 20. století kvůli nedostatku času nebo peněz. Například v letech 2006 až 2016 prošla věž s terasou rozsáhlou rekonstrukcí. Cílem je obnovit obložení, které bylo po Velké válce provedeno z nekvalitního kamene a stalo se nestabilním, a obnovit horní patra v barokním stylu, jak vypadala na konci 17. století. V roce 2021 byly varhany v bazilice demontovány za účelem restaurování a naladění, protože píšťaly z 50. let 20. století vykazovaly známky opotřebování.
Další projekty byly zaměřeny na údržbu budovy v souladu s pracemi, které v 19. století provedl Pierre Bénard. V letech 2016 až 2018 proběhla nová restaurátorská akce na severní fasádě hlavního transeptu. V únoru 2022 byla zahájena restaurátorská akce na jižním křížení velkého transeptu, která by měla umožnit obnovení přístupu křížovým portálem, který je od roku 1919 zavřený, a zpřístupnění skriptoria baziliky veřejnosti.
Město Saint-Quentin jako vlastník budovy se zároveň snaží zvýšit hodnotu této symbolické památky města a zviditelnit ji. V roce 1993 byla bazilika použita jako kulisa ve filmu Patrice Chéreaua Královna Margot. Natáčela se tu scéna svatby Jindřicha I. Navarrského a Markéty z Valois. V budově se také pořádají koncerty a představení. Bazilika je přístupná návštěvníkům po celý rok. V letní sezóně nabízí turistická kancelář města Saint-Quentin a sdružení přátel baziliky noční prohlídky a prohlídky ve vyšších patrech budovy s průvodcem.
Tento turistický rozvoj nebrání církvi, aby kostelu zachovala náboženské poslání. Bazilika Saint-Quentin je dnes farním kostelem farnosti Saint-Quentin Notre Dame, která je součástí Soissonsské diecéze.

## Popis

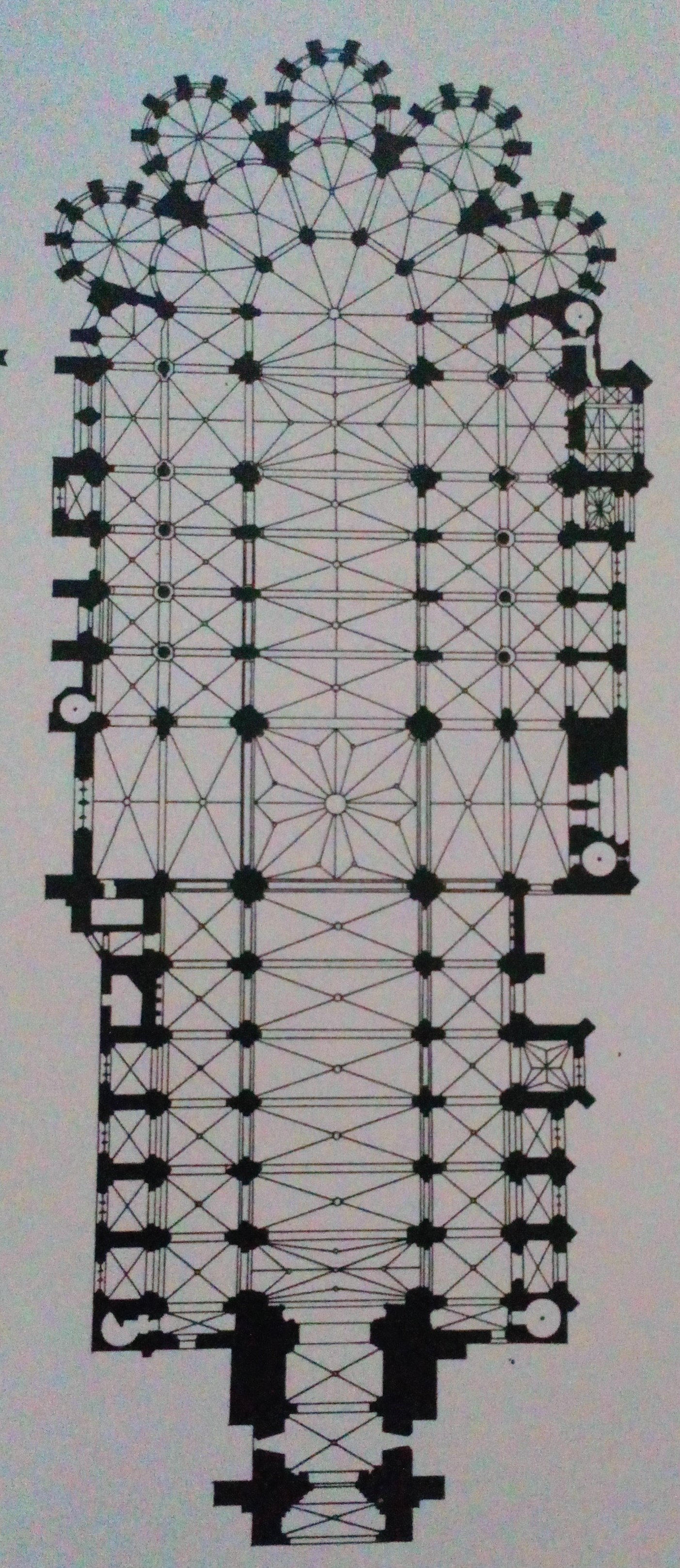
Nákres půdorysu baziliky

### Exteriér
Bazilika je po katedrále Notre-Dame v Amiensu největší církevní stavbou v Pikardii, je 133 metrů dlouhá a 40 metrů vysoká. Loď je široká 42 metrů. Je v ní 110 oken. Věž z roku 1976 dává stavbě výšku 82 metrů, vstupní věž je vysoká 34,5 metru, interiér je dlouhý 120 metrů, široký 36 metrů a pod klenbou se zvedá do výšky 34 metrů.
Budova má odvážný design se zajímavými detaily. Ukazuje vývoj gotického slohu během dlouhého období výstavby. Má čtvercovou věž nad křížením transeptů zakončenou štíhlou věžičkou, která byla instalována v roce 1983. Vstup do baziliky pochází z 9. století. Kdysi byl součástí karolinského kostela a byl značně upraven. Nyní má nad půlkruhovým vchodem tři úrovně. Nad vstupním průchodem se nachází kaple zasvěcená archandělu Michaelovi. Střední část stavby je zpevněna lomenými opěráky a bočními loděmi. Dvě nestejně široké transepty zvyšují monumentální ráz stavby.

### Interiér
Loď je postavena na obvyklém půdorysu z 12. století se třemi úrovněmi: arkádami, triforiem a vysokými okny. Velké vysoké okno je zakončeno velkolepou hvězdou s pěti rameny. Bohatá středověká výzdoba interiéru se ztratila, na podlaze lodi je osmiboký labyrint z černých a bílých dlažebních kostek z konce 15. století, dlouhý 260 metrů. Poutník mohl projít složitou trasu z černých kamenů, než otevřel svou duši Bohu. Na jedné stěně lodi je umístěna poloreliéfní kamenná plastika Kristova rodokmenu ze 16. století.
Východně od hlavního transeptu se nacházejí čtyři rovná pole chóru a pak druhý, užší transept. Z tohoto transeptu vychází zakřivená stavba východního závěru. Chór a půlkruhová apsida byly postaveny pravděpodobně v letech přibližně 1220 až 1257. Půdorys s dvojitým transeptem se vyskytuje ještě v kostele opatství Cluny z roku 1088, ale jinak je ve Francii velmi neobvyklý. Zdá se, že tento koncept pochází z Anglie, kde se v té době stával populárním. Jižní větev malého transeptu byla v roce 1460 téměř zničena a stavitel Colard Noël ji zcela přestavěl ve stylu plaménkové gotiky. Severní větev je z větší části původní stavbou ze 13. století, i když okna byla v 15. století přestavěna.
Chórový ochoz má hřebenovou východní stěnu, z níž se otevírá pět paprsčitých kaplí. Každá kaple je okrouhlá, se samostatnou kupolovitou klenbou a je nižší než ambulatorium, takže klenba nad kaplemi je může osvětlovat. Kaple, postavené kolem roku 1190, jsou každá jasně osvětlena sedmi okny. Každá z nich se otevírá do ochozu třemi oblouky rozdělenými dvěma sloupy.

### Varhany
Původní varhany byly zcela zničeny požárem v roce 1669. Nové velké varhany daroval francouzský král Ludvík XIV. a byly dokončeny v roce 1703. Vyplňují prostor nad posledním výklenkem lodi. Varhanní skříň postavil Robert Clicquot v letech 1699 až 1703. Její bohatá výzdoba zahrnuje velké serafíny s roztaženými křídly, muzicírující cherubíny a medailon znázorňující Nanebevzetí Panny Marie podpíraný dvěma anděly. Na centrální věžičce je socha sv. Quentina, kterou vytvořil Pierre Vaideau, jeden z královských truhlářů. Podpěrnou plošinu vytvořil místní sochař Girard de la Motte.

V roce 1840 se Antoine Sauvage, následovník Aristida Cavaillé-Colla, ujal kompletní restaurace. Instaloval Barkerův stroj a provedl změny, které odrážely novou romantickou estetiku. V roce 1917 byly píšťaly roztaveny, stroj zničen a skříň vážně poškozena, při restaurování baziliky byla skříň znovu postavena. V roce 1961 byl rekonstrukcí varhan pověřen Haerpfer-Erman z Boulay-Moselle a nové varhany byly slavnostně inaugurovány 27. a 28. května 1967. Mají čtyři klaviatury s 61 klávesami a pedál s 32 klávesami.

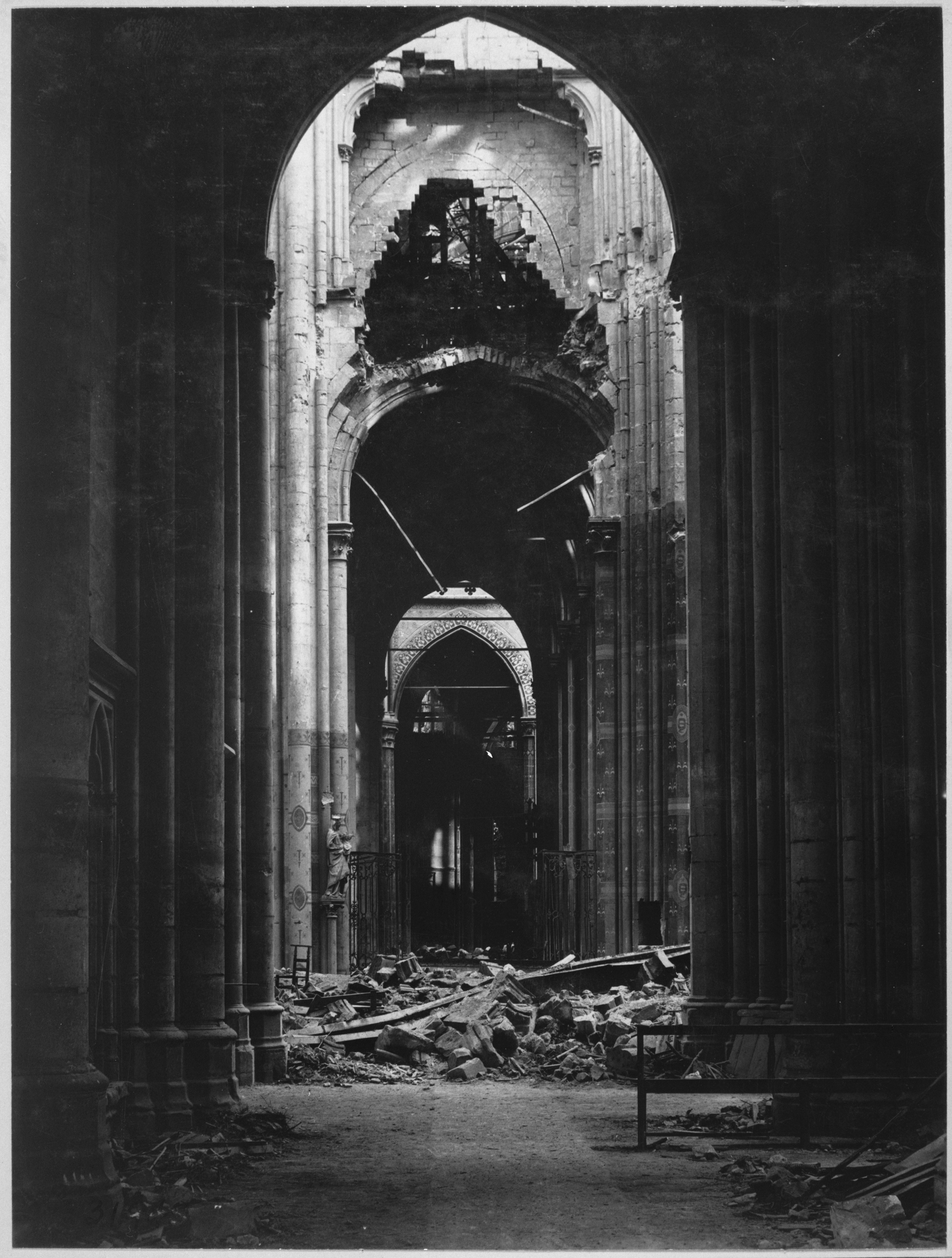
Ruiny katedrály 18. října 1918
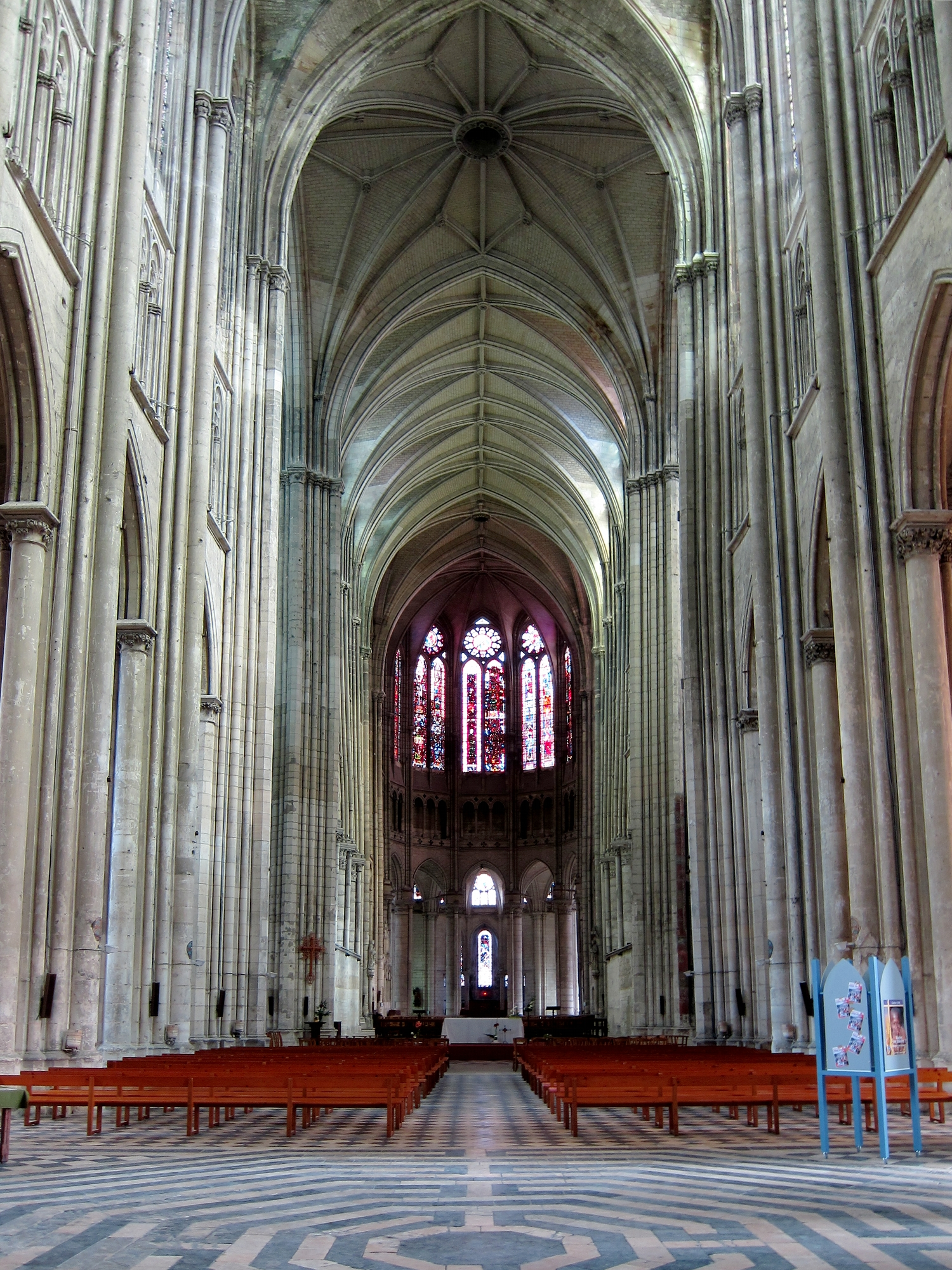
Loď
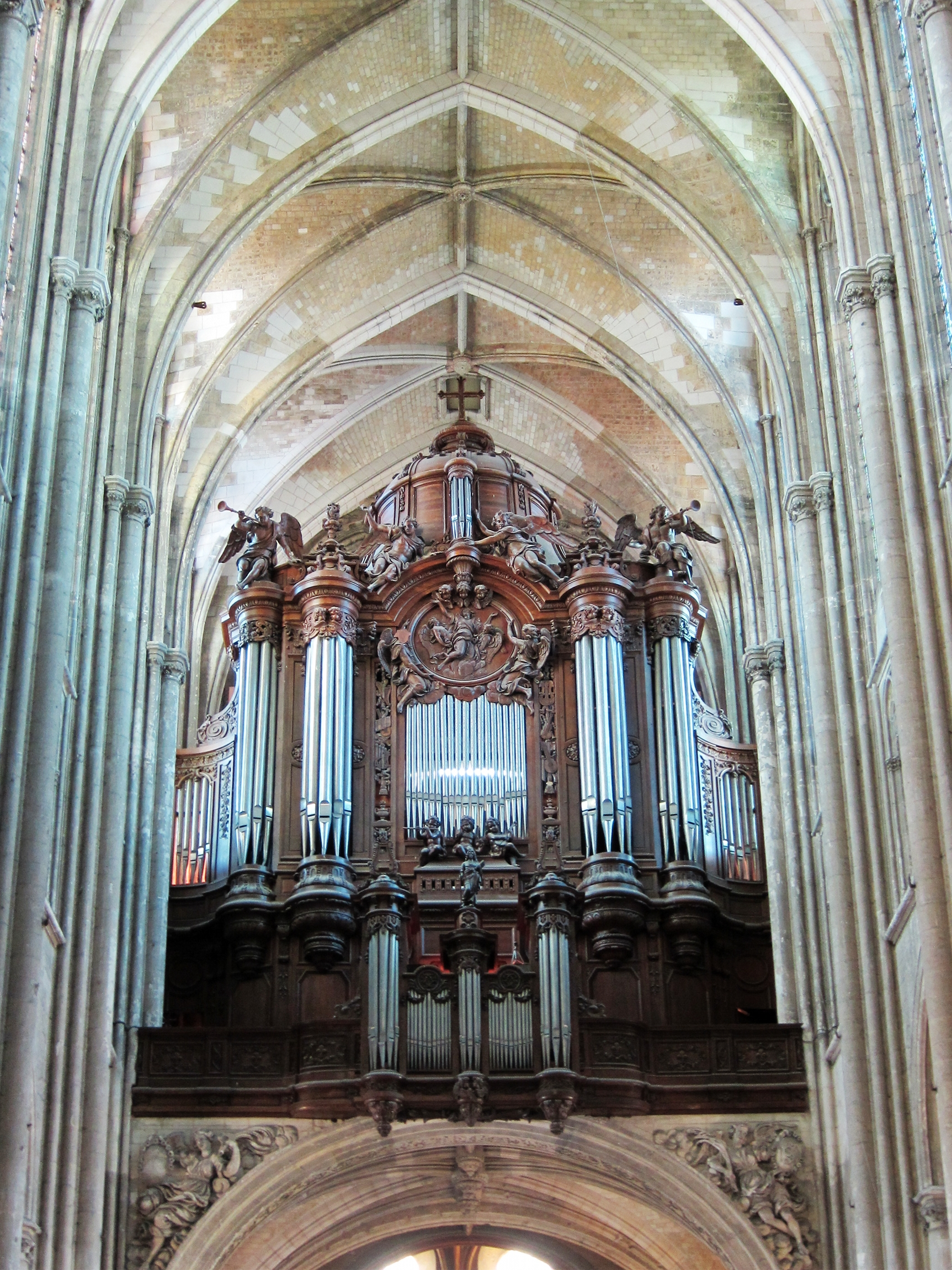
Varhany
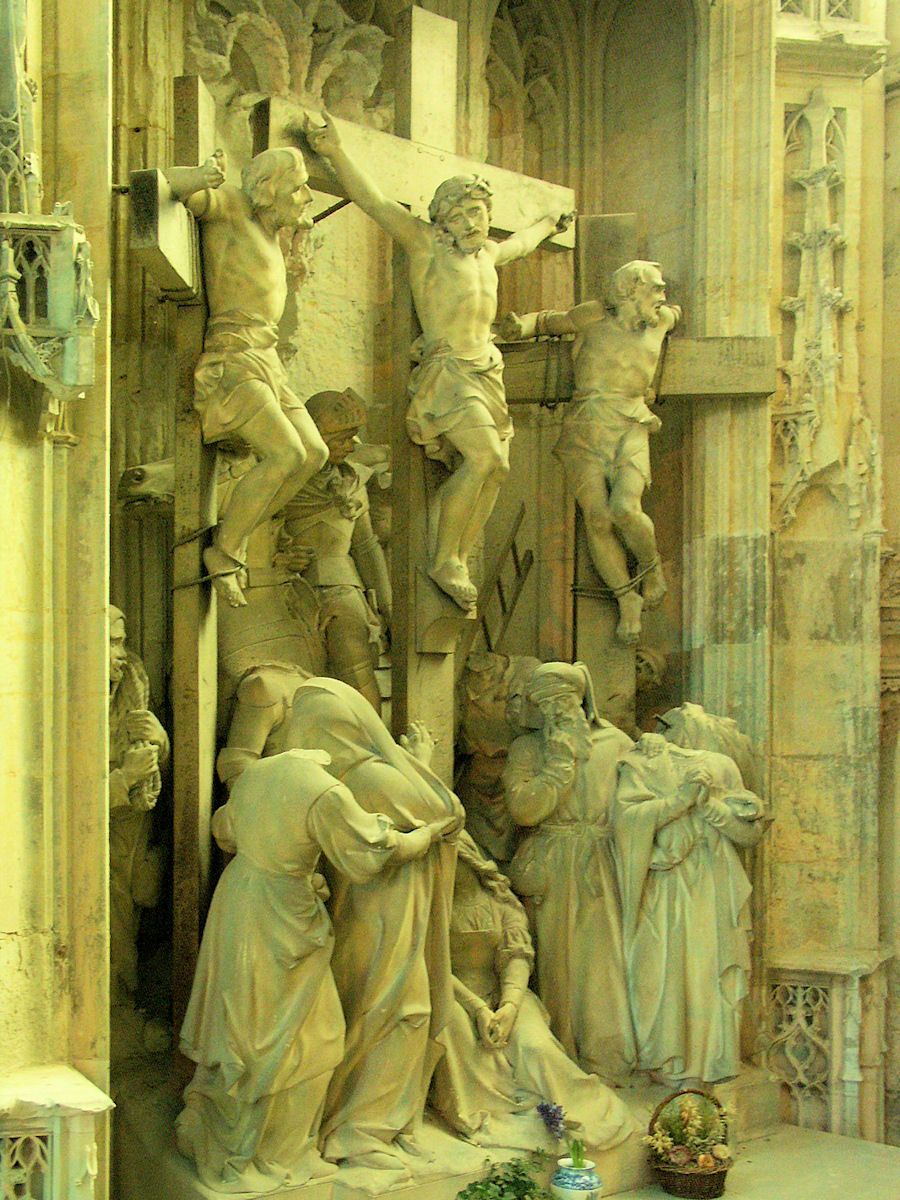
Poloreliéf ukřižování Ježíše Krista
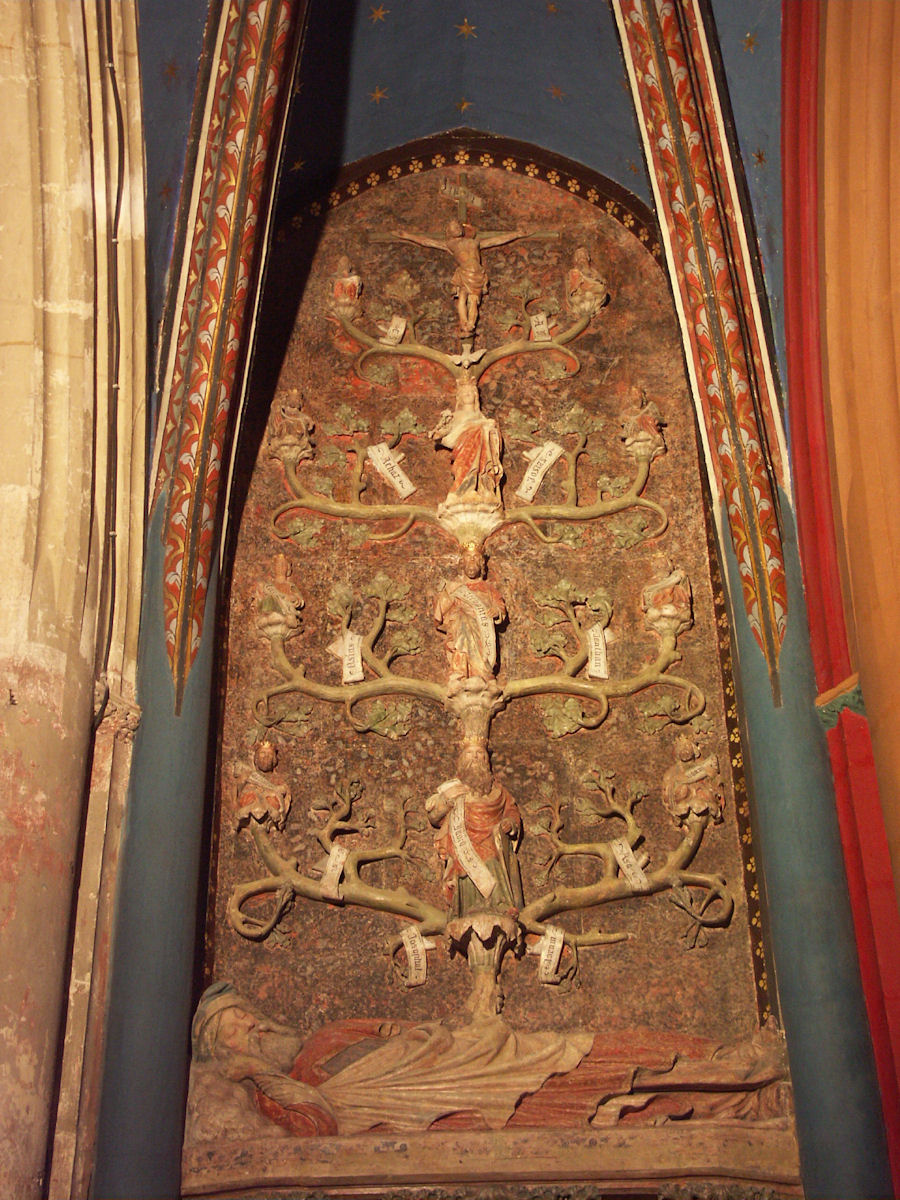
Ježíšův rodokmen
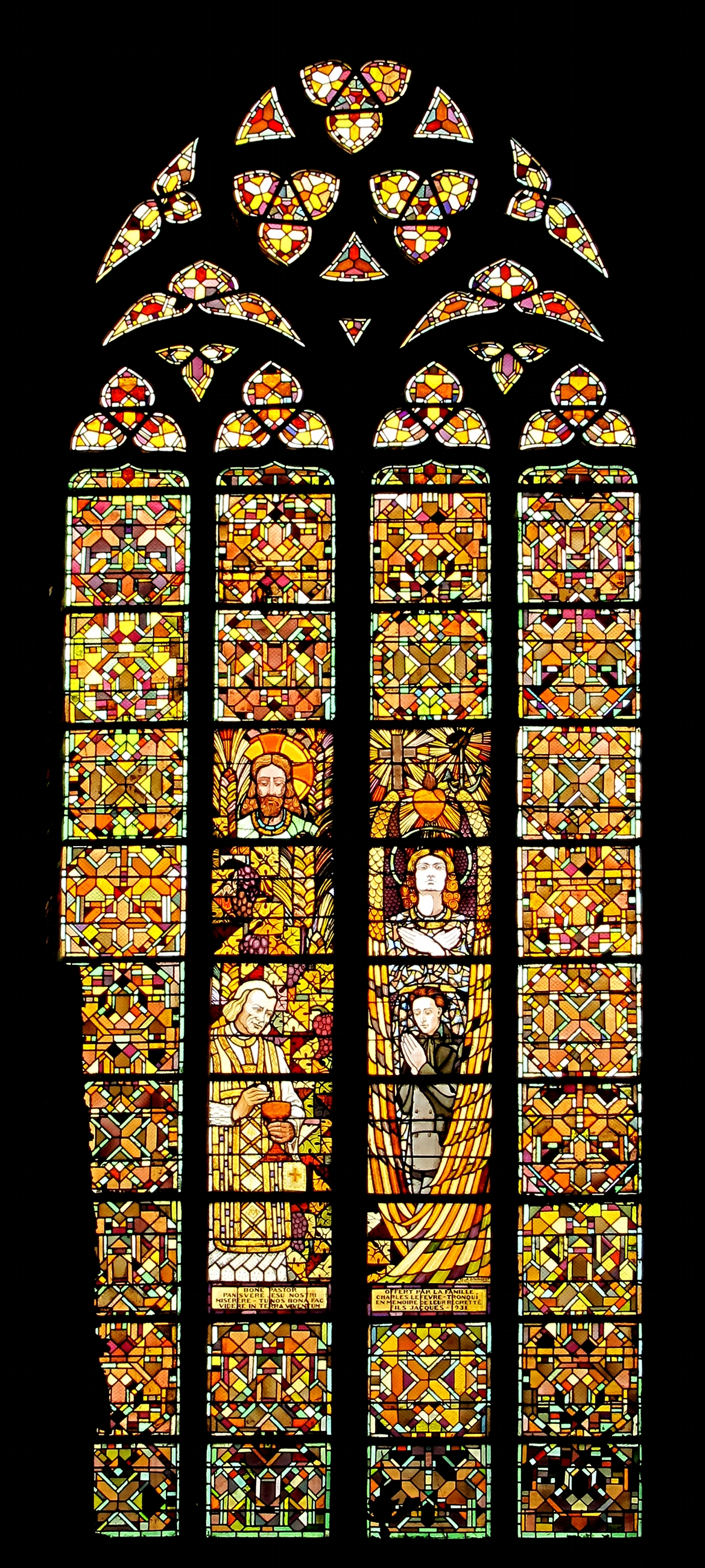
Vitráž ve stylu art deco